# マリア・デ・ラス・メルセデス・デ・オルレアンス
マリア・デ・ラス・メルセデス・デ・オルレアンス（María de las Mercedes de Orleans, 1860年6月24日 - 1878年6月26日）は、スペイン王アルフォンソ12世の最初の王妃。マリア・デ・ラス・メルセデスは「慈悲のマリア」を意味する名前である。

## 生涯
モンパンシエ公アントワーヌ（フランス王ルイ・フィリップの末子）とその妻であるスペイン王女ルイサ・フェルナンダ（フェルナンド7世の娘）の娘として、マドリード王宮で生まれた。彼女はフランス王族であったが、同時にスペイン王女でもあった。イサベル2世の姪にあたり、父アントワーヌは結婚と同時にスペイン王子の称号も授けられたためである。彼女は幼年時代をセビーリャのサン・テルモ宮殿で送った。メルセデスの家族はアントワーヌの王位への野心のせいで警戒され、マドリードに住めなかった。メルセデスと兄弟たちは伯母イサベル2世の特旨により、全員がスペイン王子・王女の称号を有した。
1868年のスペイン名誉革命の際、モンパンシエ公一家もポルトガル、次いでフランスに亡命した。1872年、12歳のメルセデスは従兄のアストゥリアス公アルフォンソと初めて出会った。

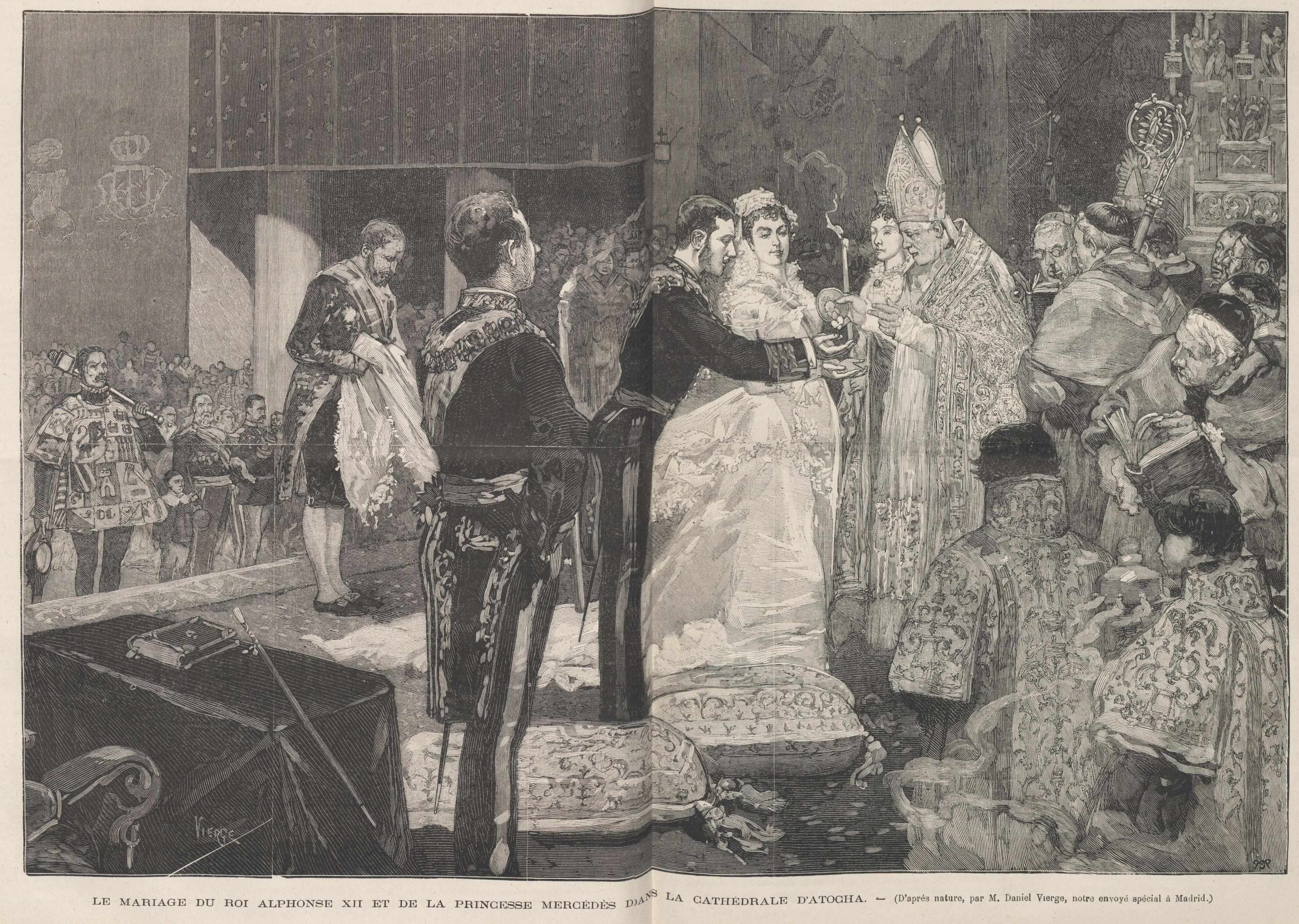
アルフォンソ12世との結婚式

1876年、アルフォンソの即位が実現すると、同時にメルセデスとの結婚が発表された。イサベル2世は息子をカルリスタ王位請求者のマドリード公カルロスの娘ブランカと結婚させて、国内の対立を沈静化させる計画だったので、この結婚に反対し、メルセデスに会おうともしなかった。自分の意が通らないなら一生結婚しないと言ったアルフォンソは、1878年1月にメルセデスとアトーチャ教会で挙式した。メルセデスの黒い瞳と黒髪は「アンダルシアの夜の漆黒」と謳われた。この挙式は、スペイン史で広く知られるものの一つである。
メルセデスは流産をし、1878年6月にチフスに罹ってわずか18歳で急死した。王妃メルセデスの遺骸は黒衣と修道女としての法衣を着せられ、棺はエル・エスコリアル修道院内の洗礼者聖ヨハネの伝道礼拝堂（la capilla de la Predicación de San Juan Bautista）に安置された。同修道院内の国王納骨堂に埋葬されるのは、子供を生んだ王妃だけであるという慣例に従ったためである（このため夫の棺と隣り合うことは無かった）。衝撃のあまりアルフォンソは体調を崩した。首相カスティーリョが早く新しい王妃を迎えるべきだと勧めると、アルフォンソはメルセデスの8歳年上の未婚の姉マリア・クリスティーナを選んだ。不幸なことに、マリア・クリスティーナも婚約中に肺結核に罹患して死んだ。2度の不幸に打ちのめされたアルフォンソは、従妹へのこだわりを捨て、オーストリア大公女マリア・クリスティーナと結婚し、3人の子供を得た。なお、その第1子である長女はメルセデスと名付けられている。
メルセデスは、マドリードの王宮の向かいに建てられた新しい教会、アルムデナ大聖堂に現在眠っている。1883年に建設が始まり、2000年11月にアルフォンソの遺言により、メルセデスの棺が移された。2004年5月、アストゥリアス公フェリペ（のちの国王フェリペ6世）とレティシア・オルティスがここで華燭の典を挙げた。